# HMS Upholder (P37)
«Апхолдер» (англ. HMS Upholder (P37) — британський підводний човен типу «U», друга серія, що перебував у складі Королівського військово-морського флоту Великої Британії у роки Другої світової війни.

## Історія створення
«Апхолдер» був закладений 30 жовтня 1939 року на верфі компанії Vickers-Armstrongs у Барроу-ін-Фернесі. 8 липня 1940 року він був спущений на воду, а 4 листопада 1941 року увійшов до складу Королівського ВМФ Великої Британії.
Підводний човен був одним з чотирьох підводних човнів типу «U», які мали дві зовнішні торпедні апарати в носовій частині, окрім 4 внутрішніх, встановлених на решті човнів цього типу.

## Історія служби
«Апхолдер» взяв активну участь у бойових діях на морі в Другій світовій війні, змагався на Середземному морі, супроводжував мальтійські конвої. Під командуванням лейтенант-командера Малькольма Девіда Ванкліна він став найуспішнішим з усіх британських підводних човнів за часи війни. Діючи у складі 10-ї флотилії підводних човнів, що базувалася на Мальті, субмарина здійснила 25 бойових походів. У післявоєнний час вважалося, що «Апхолдер» за свою кар'єру з грудня 1940 до квітня 1942 року потопив два есмінці, три підводні човни, три транспорти, десять допоміжних військових суден, два танкери та один траулер. Ця цифра була надто оптимістичною і після ретельного вивчення усіх документів було достеменно встановлено, що ПЧ затопив один есмінець, дві підводні човни, дев'ять допоміжних військових суден (у тому числі три великі транспортні судна). Сумарно затоплений тоннаж становив 93031 БРТ.
За проявлену мужність та стійкість у боях удостоєний двох бойових відзнак.
Під час проведення 28-го бойового походу (26-го у Середземному морі), що мав бути останнім у його кар'єрі на Середземномор'ї, напередодні повернення до Британії, підводний човен «Апхолдер» загинув з невідомих обставин. 6 квітня 1942 року корабель вийшов у море, 12 числа йому був надісланий наказ на проведення патрулювання визначеної зони разом з човнами «Ардж» та «Трешер» для перехоплення конвою противника, однак, залишається невідомим чи отримав він сигнал.
Найвірогіднішими причинами загибелі човна є версія, що британський човен був виявлений італійським розвідувальним гідролітаком і після чого атакований глибинними бомбами італійського міноносця типу «Орса» «Пегасо» на північний схід від Триполі 14 квітня 1942 року в положенні 34 ° 47 'пн.ш. 55′E, хоча уламків на поверхні води не було видно. Також не виключається версія, що підводний човен затонув 11 квітня 1942 року поблизу Триполі після підриву на мінному полі.

## Перелік затоплених HMS Upholder (P37) суден у бойових походах
| №                                                            | Дата             | Назва                | Тип                                | Належність                                | Водотоннажність (брт) | Вантаж  | Конвой        | Результат та координати                                                | Наслідки атаки для екіпажу                                                                                              | Прим.                                                                         |
| ------------------------------------------------------------ | ---------------- | -------------------- | ---------------------------------- | ----------------------------------------- | --------------------- | ------- | ------------- | ---------------------------------------------------------------------- | --- | ----------------------------------------------------------------------------- |
| Дев'ятий похід (21.04—3.05.1941; Мальта—Мальта)              |                  |                      |                                    |                                           |                       |         |               |                                                                        | |                                                                               |
| 1                                                            | 25 квітня 1941   | Antonietta Lauro     | вантажне судно                     | Королівство Італія                        | 5428                  | фосфати |               | потоплено 34°57′ пн. ш. 11°44′ сх. д. / 34.950° пн. ш. 11.733° сх. д.  | 4 загиблих |                                                                               |
| 2                                                            | 1 травня 1941    | Arcturus             | вантажне судно                     | Третій Рейх                               | 2576                  |         |               | потоплено 34°38′ пн. ш. 11°39′ сх. д. / 34.633° пн. ш. 11.650° сх. д.  | |                                                                               |
| 3                                                            | 1 травня 1941    | Leverkusen           | вантажне судно                     | Третій Рейх                               | 7382                  |         |               | потоплено 34°45′ пн. ш. 11°42′ сх. д. / 34.750° пн. ш. 11.700° сх. д.  | | Leverkusen спочатку був пошкоджений «Апхолдером», а згодом затоплений         |
| Десятий похід (15.05—26.05.1941; Мальта—Мальта)              |                  |                      |                                    |                                           |                       |         |               |                                                                        | |                                                                               |
| 4                                                            | 24 травня 1941   | «Конте Россо»        | лайнер/військове транспортне судно | Королівство Італія                        | 17879                 |         |               | потоплено 36°41′ пн. ш. 15°42′ сх. д. / 36.683° пн. ш. 15.700° сх. д.  | 1297 осіб загинуло та 1432 врятовані                                                                                    |                                                                               |
| Тринадцятий похід (28.06—8.07.1941; Мальта—Мальта)           |                  |                      |                                    |                                           |                       |         |               |                                                                        | |                                                                               |
| 5                                                            | 3 липня 1941     | Laura C              | вантажне судно                     | Королівство Італія                        | 6181                  |         |               | потоплено 37°54′ пн. ш. 15°44′ сх. д. / 37.900° пн. ш. 15.733° сх. д.  | 6 осіб загинуло та 32 врятовані                                                                                         |                                                                               |
| П'ятнадцятий похід (15.08—27.08.1941; Мальта—Мальта)         |                  |                      |                                    |                                           |                       |         |               |                                                                        | |                                                                               |
| 6                                                            | 20 серпня 1941   | Enotria              | вантажне судно                     | Королівство Італія                        | 852                   |         |               | потоплено 38°09′ пн. ш. 12°39′ сх. д. / 38.150° пн. ш. 12.650° сх. д.  | 2 людини загинуло |                                                                               |
| 7                                                            | 22 серпня 1941   | Lussin               | військове транспортне судно        | Королівство Італія                        | 3 988                 |         |               | потоплено біля мису Партініко                                          | ? загинуло, 83 людини врятовані                                                                                         |                                                                               |
| Шістнадцятий похід (29.08—1.09.1941; Мальта—Мальта)          |                  |                      |                                    |                                           |                       |         |               |                                                                        | |                                                                               |
| 8                                                            | 31 серпня 1941   | MS Neptunia          | лайнер/військове транспортне судно | Королівство Італія                        | 19 475                |         |               | потоплені 33°01′ пн. ш. 14°49′ сх. д. / 33.017° пн. ш. 14.817° сх. д.  | 384 особи загинуло, 5434 людини врятовані                                                                               |                                                                               |
| 9                                                            | 31 серпня 1941   | MS Oceania           | лайнер/військове транспортне судно | Королівство Італія                        | 19 507                |         |               | потоплені 33°01′ пн. ш. 14°49′ сх. д. / 33.017° пн. ш. 14.817° сх. д.  | 384 особи загинуло, 5434 людини врятовані                                                                               |                                                                               |
| Двадцятий похід (7.11—11.11.1941; Мальта—Мальта)             |                  |                      |                                    |                                           |                       |         |               |                                                                        | |                                                                               |
| 10                                                           | 9 листопада 1941 | «Лібеччо»            | ескадрений міноносець              | Королівські військово-морські сили Італії | 1615                  |         | конвой «Бета» | потоплений 37°08′ пн. ш. 18°30′ сх. д. / 37.133° пн. ш. 18.500° сх. д. | 27 осіб загинуло | серйозно пошкоджений після бою за конвой «Бета»; під час буксирування затонув |
| Двадцятий третій похід (31.11.1941—8.01.1942; Мальта—Мальта) |                  |                      |                                    |                                           |                       |         |               |                                                                        | |                                                                               |
| 11                                                           | 5 січня 1942     | «Амиральйо Сант Бон» | підводний човен                    | Королівські військово-морські сили Італії | 1461                  |         |               | потоплений 38°22′ пн. ш. 15°22′ сх. д. / 38.367° пн. ш. 15.367° сх. д. | 59 членів екіпажу загинуло та 3 врятувалися                                                                             |                                                                               |
| Двадцятий шостий похід (21.02—5.03.1942; Мальта—Мальта)      |                  |                      |                                    |                                           |                       |         |               |                                                                        | |                                                                               |
| 12                                                           | 27 лютого 1942   | Tembien              | суховантажне судно                 | Королівство Італія                        | 5584                  |         |               | потоплено 32°55′ пн. ш. 12°42′ сх. д. / 32.917° пн. ш. 12.700° сх. д.  | 497 людей загинуло, у тому числі 419 британських військовополонених; 157 чоловіків врятовані, у тому числі 78 полонених |                                                                               |
| Двадцятий сьомий похід (14.03—26.03.1942; Мальта—Мальта)     |                  |                      |                                    |                                           |                       |         |               |                                                                        | |                                                                               |
| 13                                                           | 18 березня 1942  | «Тричеко»            | підводний човен                    | Королівські військово-морські сили Італії | 810                   |         |               | потоплений 40°42′ пн. ш. 17°57′ сх. д. / 40.700° пн. ш. 17.950° сх. д. | 38 членів екіпажу загинуло та 11 врятувалися                                                                            |                                                                               |
| 14                                                           | 19 березня 1942  | B 14 Maria           | допоміжний тральщик                | Королівські військово-морські сили Італії | 22                    |         |               | потоплений 40°18′ пн. ш. 18°28′ сх. д. / 40.300° пн. ш. 18.467° сх. д. | ? загинуло та ? врятувалися                                                                                             |                                                                               |